# Aalborgjolle
Aalborgjollen er tegnet 1929 af Aage Utzon, Jørn Utzons far, til brug for Søspejderne i Aalborg. Den er inspireret af Limfjordens klassiske fiskerjolle, Sjægten.
Aalborgjollen er ca 5 m lang, 1,8 m bred og med en dybgang på ca 0,75 meter. Den er som sjægten er en spidsgatter.
Et eksemplar af Aalborgjollen kan ses på Limfjordsmuseet, der også har en kopi af De Danske Søspejderes let redigerede version af Aage Utzons tegninger.